# Лясополе
Лясополе (пол. Lasopole) — село в Польщі, у гміні Хинув Груєцького повіту Мазовецького воєводства.
Населення — 80 осіб (2011).
У 1975-1998 роках село належало до Радомського воєводства.

## Демографія
Демографічна структура станом на 31 березня 2011 року:
|          | Загалом | Допрацездатний вік | Працездатний вік | Постпрацездатний вік |
| -------- | ------- | ------------------ | ---------------- | -------------------- |
| Чоловіки | 43      | 6                  | 30               | 7                    |
| Жінки    | 37      | 5                  | 23               | 9                    |
| Разом    | 80      | 11                 | 53               | 16                   |